# Аржеле
Аржеле (фр. Argelès) насеље је и општина у јужној Француској у региону Миди Пирене, у департману Горњи Пиринеји која припада префектури Бањер де Бигор.
По подацима из 2011. године у општини је живело 119 становника, а густина насељености је износила 45,42 становника/km². Општина се простире на површини од 2,62 km². Налази се на средњој надморској висини од 430 метара (максималној 567 m, а минималној 391 m).

## Демографија
| 1962. | 1968. | 1975. | 1982. | 1990. | 1999. | 2011. |
| ----- | ----- | ----- | ----- | ----- | ----- | ----- |
| 91    | 100   | 97    | 97    | 111   | 135   | 119   |

График промене броја становника у току последњих година